# موش کورهای حشره‌خوار
موش کورهای حشره‌خوار (نام علمی: Uropsilus) نام یک سرده از تیره کورموش‌ها است.

## گونه ها
- موش کور حشره‌خوار اندرسون (U. andersoni)
- موش کور حشره‌خوار لاغر (U. gracilis)
- موش کور حشره‌خوار کنجکاو (U. investigator)
- موش کور حشره‌خوار چینی (U. soricipes)